# يحي الشكماك
يحيى الشكماك (مواليد 9 يناير 1985 في بنغازي) هو لاعب كرة سلة ليبي، لعب مع المنتخب الليبي في بطولة أمم أفريقيا لكرة السلة 2009، حيث بلغ متوسط نقاطه 1.5 نقطة في المباراة الواحدة خلال 6 مباريات. 